# Bezirk Rohatyn
Bezirk Rohatyn – dawny powiat (Bezirk) kraju koronnego Królestwo Galicji i Lodomerii, funkcjonujący w latach 1854–1867. Siedzibą starostwa było miasto Rohatyn.

## Historia
Bezirk Rohatyn utworzono w ramach reformy uwłaszczeniowej z okresu Wiosny Ludów (1848–1849), która likwidowała jurysdykcję właściciela ziemskiego nad poddanymi. W Galicji, dominium – jako podstawowa jednostka administracyjna i filar systemu feudalnego straciło rację bytu. Konieczne stało się zatem wprowadzenie nowego systemu administracyjnego, którego zręby powstały w latach 1851–1855. Nowy trójstopniowy podział administracyjny objął 21 cyrkułów (niem. Kreise), 179 małych powiatów (niem. Bezirke) i ponad 6000 gmin (niem. Gemeinde).
Bezirk Rohatyn objął obszar o wielkości 7,5 mil², zamieszkany przez 25.542 ludzi i podzielony na 42 gminy katastralne, w tym jedno miasto (Rohatyn) i cztery miasteczka (Firlejów, Podgrodzie, Podkamień i Stratyn). Wszedł w skład cyrkułu brzeżańskiego, jako jeden z jego ośmiu powiatów. Gminy Ujazd i Wierzbołowce przeniesiono przed 1867 rokiem do Bezirk Bursztyn.
Po nadaniu Galicji autonomii oraz powołaniu samorządu gminnego i powiatowego w 1865 zlikwidowano cyrkuły (Kreise). Dotychczasowe małe powiaty (Bezirke) w liczbie 179, utrzymały się do 1867 roku, kiedy to w następstwie kolejnej reformy administracyjnej (23 stycznia 1867) zostały zastąpione przez 74 większych powiatów. Obszar zniesionego Bezirk Rohatyn wszedł wtedy w skład nowych powiatów rohatyńskiego i przemyślańskiego (vide podział w tabeli poniżej). 1 sierpnia 1878 gminy włączone do powiatu przemyślańskiego przeniesiono do powiatu rohatyńskiego, przez co cały obszar dawnego Bezirk Rohatyn znalazł się ostatecznie w granicach powiatu rohatyńskiego.

## Podział administracyjny (1854)
| Lp. | Gmina jednostkowa         | Powierzchnia | Ludność | Powiat w 1867 po zniesieniu |
| --- | ------------------------- | ------------ | ------- | --------------------------- |
| 1   | Rohatyn (M)               | 609          | 3703    | rohatyński                  |
| 2   | Babińce i Kutce           | 1969         | 1386    | rohatyński                  |
| 3   | Potok                     | 1972         | 459     | rohatyński                  |
| 4   | Stratyn (m)               | 1174         | 569     | rohatyński                  |
| 5   | Stratyn Dorf              | 1631         | 784     | rohatyński                  |
| 6   | Dubryniów                 | 4913         | 1069    | rohatyński                  |
| 7   | Puków                     | 3497         | 537     | rohatyński                  |
| 8   | Podwinie                  | 687          | 319     | rohatyński                  |
| 9   | Żołczów                   | 2506         | 542     | rohatyński                  |
| 10  | Danilcze                  | 2506         | 407     | rohatyński                  |
| 11  | Załanów                   | 1943         | 654     | rohatyński                  |
| 12  | Dziczki                   | 4645         | 385     | rohatyński                  |
| 13  | Jahłusz                   | 4645         | 241     | rohatyński                  |
| 14  | Załuże                    | 2213         | 320     | rohatyński                  |
| 15  | Sołoniec                  | 2213         | 266     | rohatyński                  |
| 16  | Wierzbołowce              | 977          | 416     | rohatyński                  |
| 17  | Zalipie                   | 928          | 307     | rohatyński                  |
| 18  | Zawadówka                 | 928          | 307     | rohatyński                  |
| 19  | Podgrodzie (m)            | 3472         | 887     | rohatyński                  |
| 20  | Podburze                  | 873          | 242     | rohatyński                  |
| 21  | Wyspa                     | 1501         | 497     | rohatyński                  |
| 22  | Lubsza                    | 1021         | 259     | rohatyński                  |
| 23  | Mełna                     | 2114         | 243     | rohatyński                  |
| 24  | Jawcze                    | 2950         | 706     | rohatyński                  |
| 25  | Czercze                   | 1690         | 934     | rohatyński                  |
| 26  | Ruda                      | 1342         | 349     | rohatyński                  |
| 27  | Cześniki                  | 4875         | 794     | rohatyński                  |
| 28  | Łopuszna                  | 4875         | 335     | rohatyński                  |
| 29  | Honoratówka               | 4875         | 335     | rohatyński                  |
| 30  | Firlejów (m)              | 3223         | 985     | przemyślański               |
| 31  | Józefów                   | 3223         | 985     | przemyślański               |
| 32  | Kleszczówna               | 2665         | 512     | przemyślański               |
| 33  | Lipica Górna              | 5055         | 945     | rohatyński                  |
| 34  | Obelnica                  | 832          | 269     | rohatyński                  |
| 35  | Putiatyńce                | 2352         | 786     | rohatyński                  |
| 36  | Łuczyńce                  | 2086         | 872     | rohatyński                  |
| 37  | Babuchów                  | 1614         | 509     | rohatyński                  |
| 38  | Koniuszki                 | 3230         | 731     | rohatyński                  |
| 39  | Ujazd                     | 492          | 250     | rohatyński                  |
| 40  | Podkamień (m) z Prybeniem | 1758         | 1036    | rohatyński                  |
| 41  | Fraga                     | 1190         | 463     | rohatyński                  |
| 42  | Bieńkowce                 | 1444         | 574     | rohatyński                  |

Objaśnienie:
(M) = miasto; (m) = miasteczko